# Emergencja

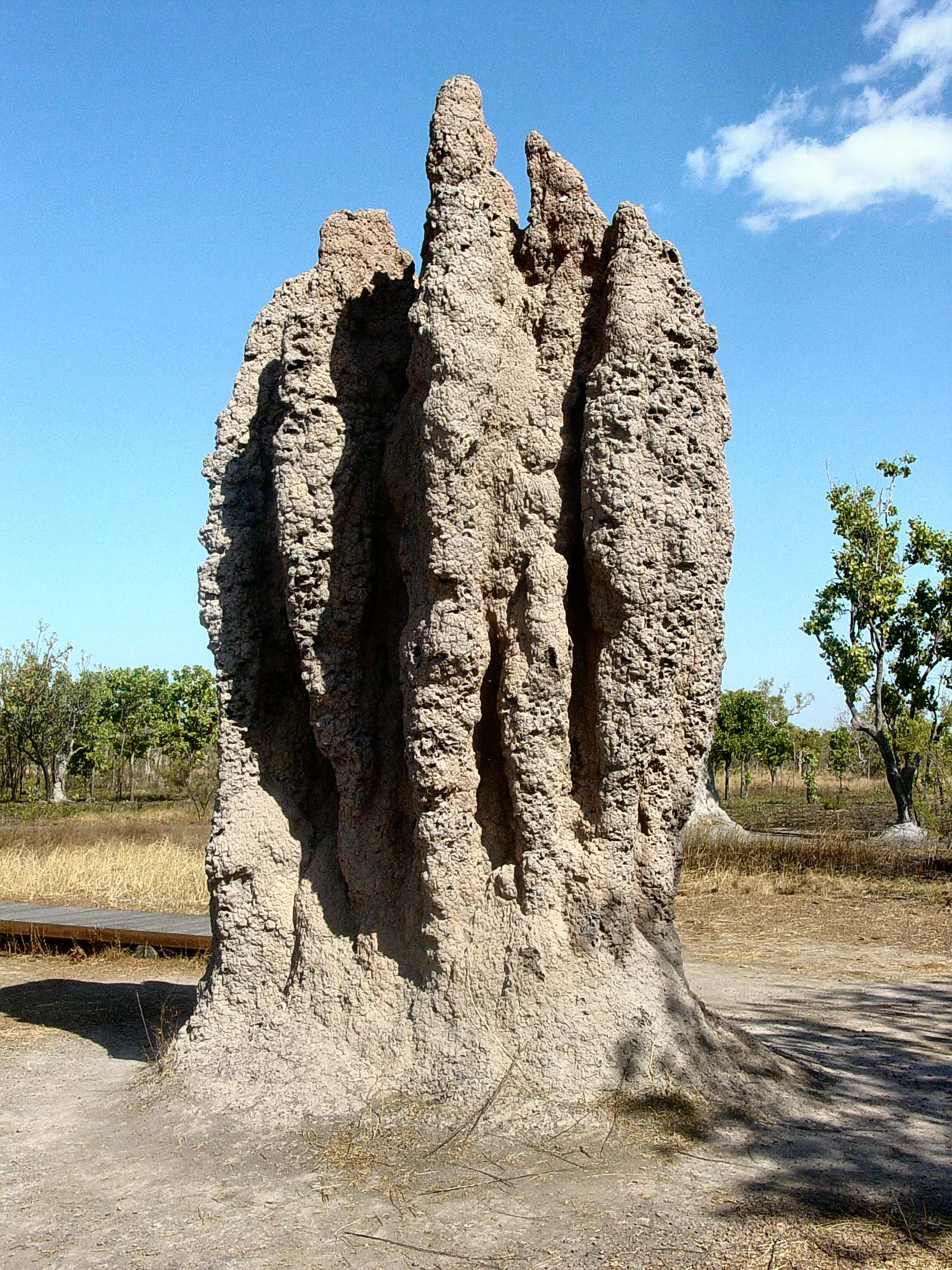
"Katedra" zbudowana przez termity: klasyczny przykład emergencji w przyrodzie

Emergencja (łac. emergo – wynurzam się) – powstawanie jakościowo nowych form i zachowań z oddziaływania między prostszymi elementami. Przykładem takiego zjawiska jest proces myślenia, powstający z interakcji pomiędzy wieloma neuronami w ludzkim mózgu (choć żaden neuron nie jest sam z siebie zdolny do myślenia).
Zjawisko określa się jako emergentne, jeśli w jakimś sensie nie można go opisać, opisując jedynie jego części składowe. W ścisłym sensie naukowym oznacza to nieredukowalność danego zjawiska. Ponieważ jednak nieredukowalności w żadnym przypadku nie da się jednoznacznie udowodnić, pojęcie emergencji nie ma też jednoznacznej definicji i jest używane w różnych znaczeniach. Często oznacza po prostu, że znany nam uproszczony opis zjawisk niższego poziomu nie jest wystarczający do opisania zjawiska wyższego poziomu (czyli nie wiemy, jak ono powstaje).

## Emergentne własności
Zachowanie emergentne pojawia się, gdy opisujemy dużą liczbę prostych jednostek jako jeden obiekt, którego zachowanie jest bardziej złożone niż zachowanie jednostek. W przypadku emergencji związanej z różnicami skali wielkości, powodem zwykle jest uporządkowanie i wzmocnienie jakichś specyficznych oddziaływań między jednostkami, wywołujące efekty obejmujące całą grupę. Zjawisko takie najczęściej jest niemożliwe do przewidzenia na podstawie obserwacji małych grup. Przykładowo żadne fizyczne cechy cząsteczek wchodzących w skład powietrza nie sugerują, że ich duża liczba utworzy obiekt (powietrze) mogący przekazywać fale dźwiękowe.
Jednym z powodów, dla których zachowania emergentne są trudne do przewidzenia, jest liczba oddziaływań między elementami, które należy uwzględnić przy ich symulowaniu. Często wystarczające jest uwzględnienie jedynie bardzo prostych oddziaływań: przykładowo określenie w prosty sposób reakcji każdej ryby na zachowanie jej sąsiadek wystarcza do zasymulowania ruchu całej ławicy. To samo nie jest jednak możliwe w przypadku powietrza z uwagi na astronomiczną liczbę cząsteczek do symulacji.
Z drugiej strony, sama liczba oddziaływań nie wystarczy do wytworzenia emergentnego zachowania. Jeśli nie zachodzą między nimi odpowiednie relacje, mogą one wzajemnie się wygaszać, generując w większej skali jedynie szum. Przykładowo liczba reakcji zachodzących w żywym zwierzęciu nie jest większa niż liczba reakcji zachodzących w jego gnijących zwłokach, ale w tym drugim przypadku nie obserwujemy złożonych i kompleksowych zachowań. Ten przykład pokazuje emergencję wynikającą z hierarchicznej organizacji. Więcej uwagi poświęca się jednak emergencji w zdecentralizowanych strukturach, takich jak np. wolny rynek.
Systemy o własnościach emergentnych mogą być postrzegane jako łamiące drugą zasadę termodynamiki, ponieważ samoistnie porządkują się, bez udziału centralnego źródła kontroli (np. wzrost kryształów). W rzeczywistości zasada ta nie jest łamana, gdyż dzieje się to zawsze kosztem oddawania entropii do otoczenia.
Zjawiska emergentne powstają po osiągnięciu przez system pewnego progu złożoności, powiązań lub organizacji. Pozwala to tłumaczyć takie zjawiska jak inteligencja bez odwoływania się do nadnaturalnych pojęć: nie musi być ona związana z niematerialną duszą, a może wynikać z oddziaływania pomiędzy bardzo wieloma prostymi neuronami.

## Emergentne struktury w przyrodzie
Struktura emergentna to wzorzec, który nie powstał w wyniku jednego zdarzenia ani jednej reguły. Nie istnieje nadrzędna przyczyna powstawania takiego wzorca, a jedynie interakcje pomiędzy częściami prowadzą do wytworzenia porządku. Struktury takie można zaobserwować w wielu naturalnych zjawiskach, od fizycznych do biologicznych.

### Układy fizyczne
W fizyce emergencja opisuje cechę, prawo lub zjawisko obserwowalne w skali makroskopowej, ale nie występujące w skali mikroskopowej (mimo że obiekty makroskopowe można opisywać jako zbudowane z dużej liczby mikroskopowych obiektów). Przykładami są:
- kolor – cząstki elementarne takie jak elektrony i protony nie posiadają koloru. Dopiero po połączeniu w atomy mogą absorbować i emitować specyficzne długości fali, co opisywane jest jako posiadanie koloru.
- tarcie – atomy nie wytwarzają tarcia, gdyż wszystkie siły jakim podlegają są zachowawcze. Dopiero odpowiednie ułożenie atomów w strukturę umożliwia przekształcanie energii mechanicznej w ciepło, co obserwujemy jako tarcie. Podobne opisy odnoszą się do innych emergentnych własności takich jak lepkość, sprężystość, wytrzymałość itp.
- mechanika klasyczna – prawa mechaniki klasycznej można określać jako emergentne, wynikające z uśrednienia zasad mechaniki kwantowej po wszystkich elementach obiektu makroskopowego. Jest to szczególnie interesujące, gdy się zauważy, że mechanika kwantowa jest zwykle uznawana za bardziej skomplikowaną, podczas gdy w większości przypadków zakładamy, że zasady niższego poziomu są mniej złożone niż wynikające z nich własności emergentne. Podobna zależność występuje przy prawach termodynamiki. Są one relatywnie proste, choć wynikają ze złożonych oddziaływań pomiędzy cząsteczkami.

Niektóre współczesne teorie fizyczne określają nawet tak podstawowe pojęcia jak masa, przestrzeń i czas jako emergentne, będące przejawem bardziej fundamentalnych zjawisk (bozon Higgsa, teoria superstrun).

### Układy biologiczne
Najłatwiej obserwowalnymi układami emergentnymi są roje i ławice. Różne typy zachowań społecznych u zwierząt powodują powstanie różnych typów kolonii: mrowiska, gniazda termitów, roje pszczół, klucze ptaków, stada ssaków, ławice ryb czy watahy wilków. Przykład mrowiska jest szczególnie ciekawy do dokładniejszego opisu. Królowa nie wydaje mrówkom poleceń, co mają robić. Zamiast tego, każda mrówka reaguje na stymulację w postaci sygnałów chemicznych od larw, innych mrówek, intruzów, pożywienia i gromadzących się odpadów. Sama zostawia chemiczne ślady wpływające na zachowanie innych mrówek. Każda mrówka jest więc autonomiczną jednostką reagującą jedynie na swoje otoczenie. Pomimo braku centralnego ośrodka decyzyjnego, mrowiska przejawiają złożone zachowania i potrafią rozwiązywać zadawane im problemy. Przykładowo miejsce składowania martwych owadów umieszczane jest zawsze w maksymalnym oddaleniu od wszystkich wejść do mrowiska.